# مدآ چاخاوا
مِدِآ چاخاوا (به گرجی: მედეა ჩახავა) (۱۵ می ۱۹۲۱ - ۷ سپتامبر ۲۰۰۹) بازیگر زن سینما و تئاتر اهل گرجستان بود.

## زندگی و حرفه
چاخاوا در مارتویلی گرجستان زاده شد. پدرش ، واسیل چاخاوا یک پزشک مشهور بود. چاخاوا برای اولین بار در سال ۱۹۴۱ در تئاتر روستاولی فعالیت خود را آغاز کرد.  درسال ۱۹۴۴ چاخاوا از دانشگاه دولتی تئاتر و فیلم فارغ التحصیل شد. وی پس از فارغ التحصیلی به تئاتر روستاولی در تفلیس پیوست.